# Heliconia barryana
Heliconia barryana là một loài thực vật có hoa trong họ Heliconiaceae. Loài này được W.J.Kress mô tả khoa học đầu tiên năm 1986.